# 37 mm armata przeciwpancerna Typ 94
Armata Typ 94 – japońska armata przeciwpancerna kalibru 37 mm, używana w okresie II wojny światowej, która weszła do służby w 1936 roku.
W momencie rozpoczęcia wojny była to już broń przestarzała (przebijalność pancerza 30 mm/1000 m
i 40 mm/500 m), w czasie została zastąpiona armatą Typ 97 bazowaną na niemieckim dziale 3,7 cm PaK 36, a w późniejszym czasie armatą Typ 1 47 mm.